# Gniazdeczka dzwonkowate

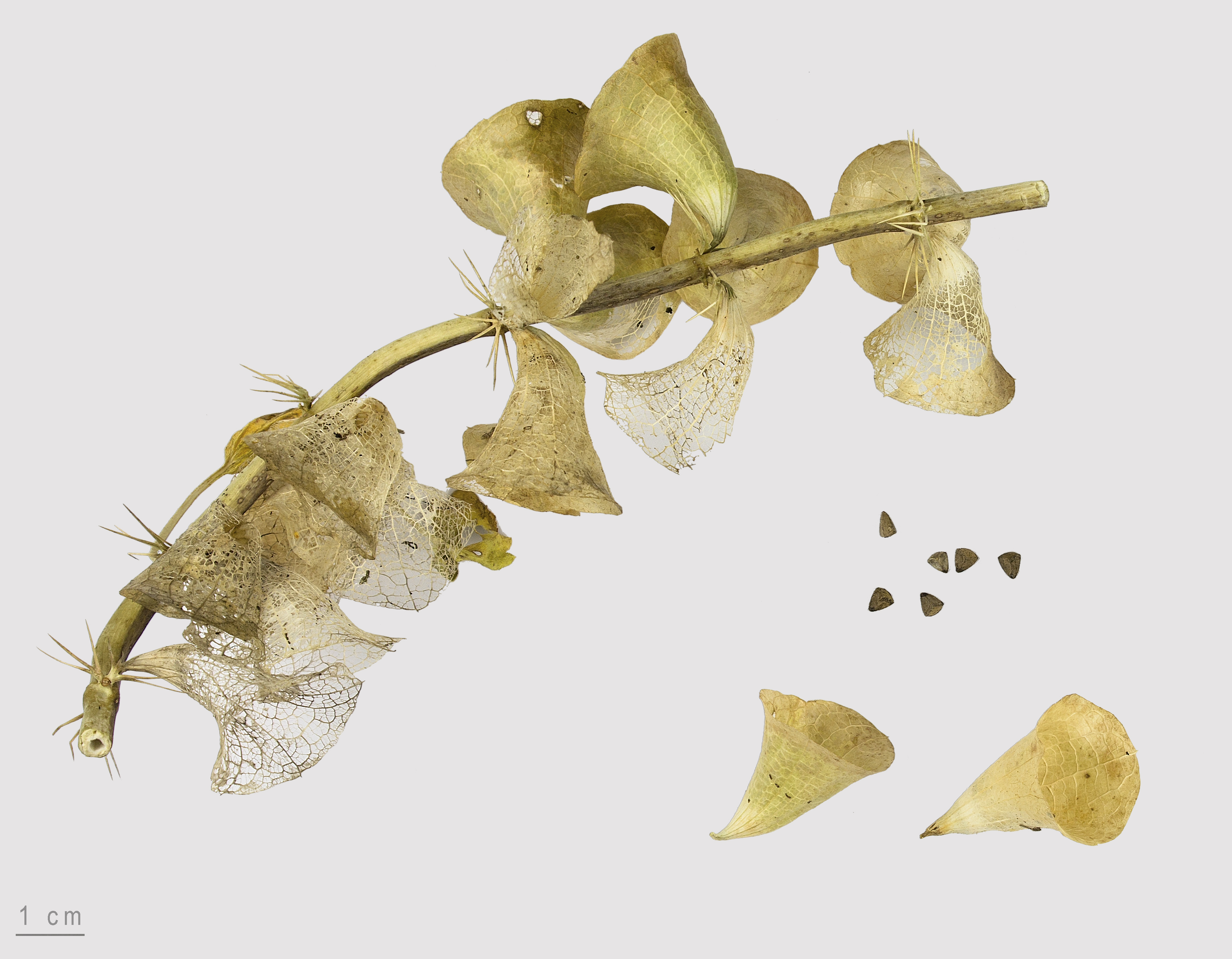
Owoce i nasiona

Gniazdeczka dzwonkowate, dzwonki irlandzkie (Moluccella laevis) – gatunek rośliny z rodziny jasnotowatych. Rośnie naturalnie w Turcji, Syrii i w rejonie Kaukazu. Poza tym jest rozpowszechniony jako roślina ozdobna dla dekoracyjnych kwiatostanów.

## Morfologia
PokrójRoślina jednoroczna, rośnie szybko osiągając ok. 1 m wysokości.
LiścieSą bladozielone, o blaszce okrągławej.
KwiatyZebrane w szczytowym kwiatostanie, składają się z drobnej, białej korony i efektownych, okazałych, dzwonkowatych i trwałych kielichów.

## Zastosowanie
Pędy kwitnące używane są do komponowania zarówno świeżych, jak i suszonych bukietów.

## Uprawa
Roślina wrażliwa na mróz. Najlepiej rośnie w miejscach nasłonecznionych, dość wilgotnych, o glebie przepuszczalnej i średnio żyznej.